# Карл Лудвиг Константин Хайнрих фон Хоенлое-Бартенщайн
Карл Лудвиг Константин Хайнрих фон Хоенлое-Бартенщайн (на немски: Karl Ludwig Constantin Heinrich 6.Fürst zu Hohenlohe-Bartenstein in Bartenstein; * 2 юли 1837, дворец Халтенбергщетен, Нидерщетен; † 23 май 1877, Халтенбергщетен) е 7. княз на Хоенлое-Бартенщайн в Бартенщайн.

## Биография
Той е големият син на 6. княз Лудвиг Албрехт Константин фон Хоенлое-Бартенщайн-Ягстберг (1802 – 1850) и съпругата му принцеса Хенриета Вилхелмина фон Ауершперг (1815 – 1901, дворец Халтенбергщетен), внучка на 6. княз Вилхелм фон Ауершперг (1749 – 1822), дъщеря на принц Карл фон Ауершперг (1783 – 1847) и Мариана Августа фон Ленте (1790 – 1873). По-малкият му брат Алберт Винценц Ернст Леополд Клеменс фон Хоенлое-Бартенщайн-Ягстберг (1844 – 1898) става 1850 г. княз на Хоенлое-Бартенщайн.
Карл фон Хоенлое-Бартенщайн умира на 23 май 1877 г. в Халтенбергщетен на 39 години и е погребан в Бартенщайн. Фамилията притежава от 1803 г. до днес „дворец Халтенбергщетен“ в Нидерщетен.

## Фамилия
Карл Лудвиг Константин Хайнрих фон Хоенлое-Бартенщайн се жени на 30 октомври 1859 г. в Бохемия за графиня Роза Каролина фон Щернберг (* 16 март 1836, Унгария; † 15 май 1918, Виена), дъщеря на граф Ярослав фон Щернберг (1809 – 1874) и баронеса Елеонора Орцзи (1811 – 1865). Те имат децата:
- Мария фон Хоенлое-Бартенщайн-Бартенщайн (* 6 юли 1861, Бартенщайн; † 26 март 1933, Баден при Виена), омъжена на 3 август 1885 г. в Бартенщайн за граф Алберт Лониай де Наги-Лоня ет Васарос-Наменй (* 20 декември 1850; † 28 март 1923, Виена)

- Йоханес Фридрих Михаел Карл Мария фон Хоенлое-Бартенщайн-Ягстберг (* 20 август 1863, Бартенщайн; † 19 август 1921, Бартенщайн), 7. княз на Хоенлое-Бартенщайн-Ягстберг, 1907 г. рицар на австрийския Орден на Златното руно, женен на 12 февруари 1901 г. в Залцбург за ерцхерцогиня Анна Мария Терезия Фердинанда Аделхайд Леополда Лудовика Антония Австрийска принцеса на Австрия-Тоскана (* 17 октомври 1879, Линдау; † 30 май 1961, Баден-Баден), дъщеря на велик херцог Фердинанд IV от Тоскана; има три сина и три дъщери
- Елеонора Алойзия Мария фон Хоенлое-Бартенщайн-Бартенщайн (* 4 октомври 1864, Бартенщайн; † 1 март 1945, Виена), омъжена на 8 януари 1887 г. във Виена за 5. княз Карл Георг Фердинанд Якоб Мария Фугер фон Бабенхаузен (* 15 март 1861, Клагенфурт; † 5 юли 1925, Клагенфурт)